# Lijst van burgemeesters van Zonhoven
Dit is een chronologische lijst van burgemeesters van de gemeente Zonhoven sinds 1806.
| Tijdspanne | Tijdspanne   | Burgemeester                                      |
| ---------- | ------------ | ------------------------------------------------- |
|            | 1806 - 1817  | Arnold Paulz                                      |
|            | 1817 - 1825  | Jan Baptist Mommeyer                              |
|            | 1825 - 1830  | Hubert Timmermans                                 |
|            | 1830 - 1840  | Jan Gerard Houbregs                               |
|            | 1840 - 1848  | Jacobus Quintinus Lenaerts                        |
|            | 1849 - 1854  | Antoon Bielen                                     |
|            | 1855 - 1870  | Philippus Jacobus Melotte                         |
|            | 1870 - 1870  | Gilis Lenaerts                                    |
|            | 1870 - 1877  | Jan Mathias Willems                               |
|            | 1878 - 1880  | Jean François Farcy                               |
|            | 1880 - 1885  | Jan Michiel Schouteden                            |
|            | 1885 - 1891  | Jan Bartholomeus Willems                          |
|            | 1891 - 1918  | Mathias Hendrickx                                 |
|            | 1918 - 1919  | Martinus Sterkmans                                |
|            | 1919 - 1921  | Pieter Jan Kippers (waarnemend)                   |
|            | 1921 - 1938  | Jules Sterkmans                                   |
|            | 1939 - 1941  | Pieter-Jan Lijnen                                 |
|            | 1941 - 1942  | Camiel Deckers                                    |
|            | 1942 - 1944  | Jules Baeten                                      |
|            | 1944 - 1945  | Jules Hanssen                                     |
|            | 1945 - 1947  | Camiel Deckers                                    |
|            | 1948 - 1952  | Jules Sterkmans (CVP)                             |
|            | 1952 - 1953  | Jules Maris (waarnemend, CVP)                     |
|            | 1953 - 1960  | René Hendrikx (CVP)                               |
|            | 1960 - 1970  | Albert Remans (CVP)                               |
|            | 1971 - 1976  | René Hendrikx (CVP)                               |
|            | 1977 - 1982  | Romain Lenaerts (CVP)                             |
|            | 1983 - 1988  | Marilou Vanden Poel-Welkenhuysen (PVV)            |
|            | 1989 - 1994  | Edward (Ward) Heeren (CVP)                        |
|            | 1995 - 2007  | Marilou Vanden Poel-Welkenhuysen (VLD / Open Vld) |
|            | 2008 - 2024  | Johny De Raeve (Open Vld)                         |
|            | 2024 - heden | Bram De Raeve (Open Vld)                          |

Brussels Hoofdstedelijk Gewest:
Anderlecht · 
Brussel

Vlaanderen:
Aalst · 
Aarschot · 
Antwerpen · 
 Asse · 
Beernem · 
Bertem · 
Blankenberge · 
Brugge · 
Damme · 
De Haan · 
De Panne · 
Deerlijk · 
Deinze · 
Eeklo · 
Evergem · 
Galmaarden · 
Geraardsbergen · 
Gent · 
Halle · 
Hasselt · 
Herent · 
Herk-de-Stad · 
Herzele · 
Heusden-Zolder · 
Houthalen-Helchteren · 
Ichtegem · 
Kaprijke · 
Knokke-Heist · 
Kortemark · 
Kortenberg · 
Kortrijk · 
Leuven · 
Lichtervelde · 
Lievegem · 
Lokeren · 
Maldegem · 
Mechelen · 
Moerbeke-Waas · 
Ninove · 
Oostende · 
Oostkamp · 
Poperinge · 
Roeselare · 
Ronse · 
Sint-Lievens-Houtem · 
Sint-Niklaas · 
Sint-Truiden · 
Temse · 
Tielt · 
Tienen · 
Tongeren · 
Torhout · 
Veurne · 
Waregem · 
Wellen · 
Wetteren · 
Wichelen · 
Zaventem · 
Zedelgem · 
Zele · 
Zonhoven · 
Zottegem

Wallonië: 
Charleroi · 
's-Gravenbrakel · 
Morlanwelz · 
Ophain-Bois-Seigneur-Isaac